# Margaret Bechard
Margaret Bechard, född i Chico i Kalifornien 1953, är en amerikansk författare. Hon har bland annat skrivit boken "Hanging on to Max" som handlar om en kille som blir pappa vid 17 års ålder.